# Dolore
Die Dolore ist ein Fluss in Frankreich, der im Département Puy-de-Dôme in der Region Auvergne-Rhône-Alpes verläuft. Sie entspringt im Gemeindegebiet von Fournols, entwässert zunächst nach Südosten, erreicht bei Arlanc das Dore-Tal, dreht dort nach Norden und mündet nach insgesamt rund 37 Kilometern im Gemeindegebiet von Marsac-en-Livradois als linker Nebenfluss in die Dore. Auf ihrem Weg durchquert die Dolore den Regionalen Naturpark Livradois-Forez.

## Orte am Fluss
Reihenfolge in Fließrichtung
- Fournols
- Chambon-sur-Dolore
- Saint-Bonnet-le-Chastel
- Arlanc